# Oppeano
Oppeano é uma comuna italiana da região do Vêneto, província de Verona, com cerca de 7.301 habitantes. Estende-se por uma área de 46,95 km², tendo uma densidade populacional de 159 hab/km². Faz fronteira com Bovolone, Buttapietra, Isola della Scala, Isola Rizza, Palù, Ronco all'Adige, San Giovanni Lupatoto, Zevio.

## Demografia
| Variação demográfica do município entre 1861 e 2011                               |
|                                                                                   |
| Fonte: Istituto Nazionale di Statistica (ISTAT) - Elaboração gráfica da Wikipedia |